# 麥欣恩
麥欣恩（英語：Grace Mak，？—），筆名麥浪，香港文學研究者、編劇及影評人，曾任香港中文大學中國語言及文學系助理教授。
早年從香港中文大學取得文學士、香港科技大學取得哲學碩士，再在新加坡國立大學師從容世誠取得哲學博士學位。丈夫是導演Craig McCourry，她也擔任其所拍攝的電影《1941的聖誕》之監製。修畢碩士後曾為徐克徒弟，隨隊前往深圳市拍攝《散打》。